# Clavus cygnea
Clavus cygnea là một loài ốc biển, là động vật thân mềm chân bụng sống ở biển trong họ Drilliidae. This species is mentioned in the Indo-Pacific Molluscan Database as Clavus cygneus 